# Meioneta ignorata
Meioneta ignorata är en spindelart som beskrevs av Saito 1982. Meioneta ignorata ingår i släktet Meioneta och familjen täckvävarspindlar. Inga underarter finns listade i Catalogue of Life.